# Terremoto de Copiapó de 1946
El Terremoto de Copiapó de 1946 o Terremoto de Atacama de 1946 fue un sismo registrado el día 2 de agosto de 1946 a las 19:19 UTC (15:19 hora local). Su epicentro se localizó en las costas del oeste de la Región de Atacama, Chile.
El sismo se sintió entre la Región de Antofagasta y la Región de Valparaíso, y también el sectornorte de la Región Metropolitana de Santiago, alcanzando una intensidad máxima de IX en la escala modificada de Mercalli. La zona más afectada fue Caldera (Región de Atacama), con una intensidad de 8 en la escala modificada de Mercalli, luego Chañaral con 8 y Ovalle con 7.
El recuento final de víctimas arrojó un saldo total de 8 muertos, los cuales pudieron ser más, ya que se contaron a los de las ciudades grandes, y no a los pueblos pequeños, 35 heridos, contabilizados de igual forma a la anterior, 32.856 damnificados. En lo material, los principales edificios de Ovalle, Caldera, Chañaral y Vallenar sufrieron grandes daños, se produjeron deslizamientos de tierra, que destruyeron algunas casas, hubo un tsunami de no más de 2 metros, y que llegó hasta los 600 metros dentro de la costa.